# Ernst von Schwarzenberg
Ernst Fürst zu Schwarzenberg (* 29. Mai 1773 in Wien; † 14. März 1821 ebenda) war Domherr in Köln und Bischof von Raab.

## Leben
Der Sohn des Johann I. Fürst zu Schwarzenberg (1742–1789) und der Maria Eleonora, geb. Gräfin Oettingen-Wallerstein, Zwillingsbruder von Franz de Paula, war seit 1783 Domizellar des Domkapitels zu Köln. Stets für den geistlichen Stand bestimmt, wurde er in Wien unterrichtet und ab 1782 Domherr zu Köln, ab 1792 zugleich Domherr in Lüttich. Nach Aufhebung der dortigen Domstifte und damit dem Verlust seiner Pfründen ab 1795 Domherr zu Salzburg und ab 1796 auch in Passau, verlor er jedoch auch diese Kanonikate mit der Säkularisation.
Ab 1804 auf Schloss Aigen (bei Salzburg) ansässig, ließ er den dortigen Schlosspark weiter ausgestalten. Auch der Wasserfall bei Golling an der Salzach wurde auf seine Initiative für die Öffentlichkeit zugänglich gemacht. Selbst Naturbilder malend, verfasste er auch eine Schrift über die Einrichtung einer Musikakademie in Salzburg und förderte musikalische Talente wie die Sopranistin Elisabeth von Neukomm oder den späteren Wiener Hofkapellmeister Ignaz Aßmayer. Hauskonzerte veranstaltend nahm er an diesen selbst als Sänger teil. Der Träger einer Reihe von Widmungswerken, unter anderem Joseph Haydn, wurde 1807 in Wien von Erzbischof Hieronymus Franz Josef von Colloredo-Mannsfeld zum Priester geweiht. Seit 1808 Domherr zu Gran (Esztergom), wurde er 1816 Archidiakon zu Schossberg/Sasvár (Slowakei), wo er auch eine Visitation durchführte. 1818 wurde Schwarzenberg zum Bischof von Raab (Győr) ernannt – 220 Jahre nach Befreiung der Stadt von den Türken durch seinen Ahnen Adolf von Schwarzenberg. 1819 empfing er die Bischofsweihe. Eine tatkräftig begonnene seelsorgerische Tätigkeit fand jedoch durch seinen überraschenden Tod ein Ende.
Einer seiner Brüder war der Feldmarschall Karl Philipp zu Schwarzenberg (1771–1820), Oberbefehlshaber der verbündeten Streitkräfte gegen Kaiser Napoleon, in der Völkerschlacht bei Leipzig. Felix zu Schwarzenberg (1800–1852), österreichischer Ministerpräsident und dessen Bruder Friedrich zu Schwarzenberg (1809–1885), Kardinal und Fürsterzbischof von Prag, zählten zu seinen Neffen.